# Panjandrum

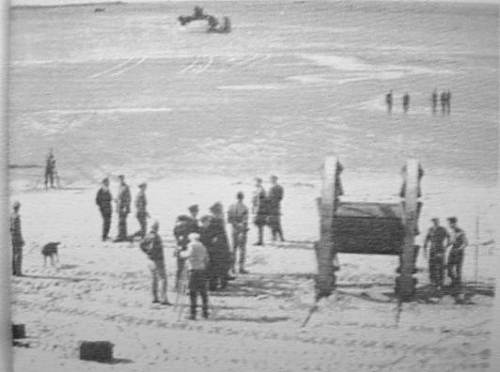
El Panjandrum en la playa de Westward Ho!, Devon.

El Panjandrum fue una bomba autopropulsada experimental británica, diseñada para destruir fortificaciones.

## Diseño
El Panjandrum consistía en un cilindro, similar a una carga de profundidad, donde se encontraba la carga bélica, de hasta 1.800 kg. En los extremos del cilindro se ubicaban dos ruedas de tres metros de diámetro, en las que se instalaba una serie de cohetes de combustible sólido que permitían el movimiento del artefacto, capaz de desplazarse sobre el agua.

## Pruebas
Las pruebas, iniciadas el 7 de septiembre de 1943, resultaron muy poco satisfactorias. El Panjandrum difícilmente mantenía una trayectoria rectilínea, debido a topar con obstáculos en su recorrido o a la pérdida de algunos cohetes. Intentos de compensar esto mediante el añadido de una tercera rueda, incrementar el número de cohetes o el uso de cables guía no lograron ningún resultado, y finalmente el arma nunca fue utilizada en combate.

## Reconstrucción
Durante las celebraciones del 65º aniversario del Desembarco de Normandía, en 2009, se construyó una réplica aproximadamente de la mitad del tamaño original, propulsada mediante fuegos artificiales, que si bien mantuvo una trayectoria rectilínea, se detuvo tras apenas 50 metros.